# Sobral da Serra
Sobral da Serra é uma povoação portuguesa sede da Freguesia de Sobral da Serra do Município da Guarda, freguesia com 11,2 km² de área e 213 habitantes (censo de 2021), tendo, por isso, uma densidade populacional de 19 hab./km².
A esta freguesia pertencem os lugares de: 
- Amoreiras do Mondego
- Quintã
- Sobral da Serra

## Demografia
A população registada nos censos foi:
| Distribuição da População por Grupos Etários | Distribuição da População por Grupos Etários | Distribuição da População por Grupos Etários | Distribuição da População por Grupos Etários | Distribuição da População por Grupos Etários |
| -------------------------------------------- | -------------------------------------------- | -------------------------------------------- | -------------------------------------------- | -------------------------------------------- |
| Ano                                          | 0-14 Anos                                    | 15-24 Anos                                   | 25-64 Anos                                   | > 65 Anos                                    |
| 2001                                         | 16                                           | 31                                           | 85                                           | 96                                           |
| 2011                                         | 28                                           | 13                                           | 125                                          | 76                                           |
| 2021                                         | 19                                           | 13                                           | 91                                           | 90                                           |